# 쓰다누마역
쓰다누마역(일본어: 津田沼駅, つだぬまえき)은 일본 지바현 나라시노시에 있는 철도역이다.

## 타는 곳
| 1 | ■ 소부 쾌속선               | 지바·사쿠라·나리타·나리타 공항·기미쓰·가즈사이치노미야 방면 (일부 도쿄 방면)                                                                   |
| 2 | ■ 소부 쾌속선 (요코스카 선) | 후나바시·긴시초·도쿄·시나가와·요코하마·구리하마 방면 (일부 지바 방면)                                                                          |
| 3 | ■ 소부 쾌속선 (요코스카 선) | 후나바시·긴시초·도쿄·시나가와·요코하마·구리하마 방면                                                                                           |
| 4 | ■ 소부 완행선               | 마쿠하리혼고·지바 방면 |
| 5 | ■ 소부 완행선               | 니시후나바시·긴시초·아키하바라·신주쿠·나카노·미타카 방면 ○도자이 선에 직결 운행 오테마치·다카다노바바·나카노 방면 (평일 아침 및 저녁에만 운행) |
| 6 | ■ 소부 완행선               | 니시후나바시·긴시초·아키하바라·신주쿠·나카노·미타카 방면                                                                                       |

## 역세권 정보
- 지바 공업대학
- 신쓰다누마 역(신케이세이 전철 신케이세이 선)

## 역사
- 1895년 9월 21일: 영업 개시.
- 1907년 9월 1일: 국유화.
- 1972년 7월 15일: 료고쿠 ~ 쓰다누마 구간이 복복선화.
- 1981년 7월 6일: 쓰다누마 ~ 지바 구간이 복복선화.
- 1987년 4월 1일: 동일본 여객철도에 이관.
- 2001년 11월 18일: Suica 도입.

## 사진

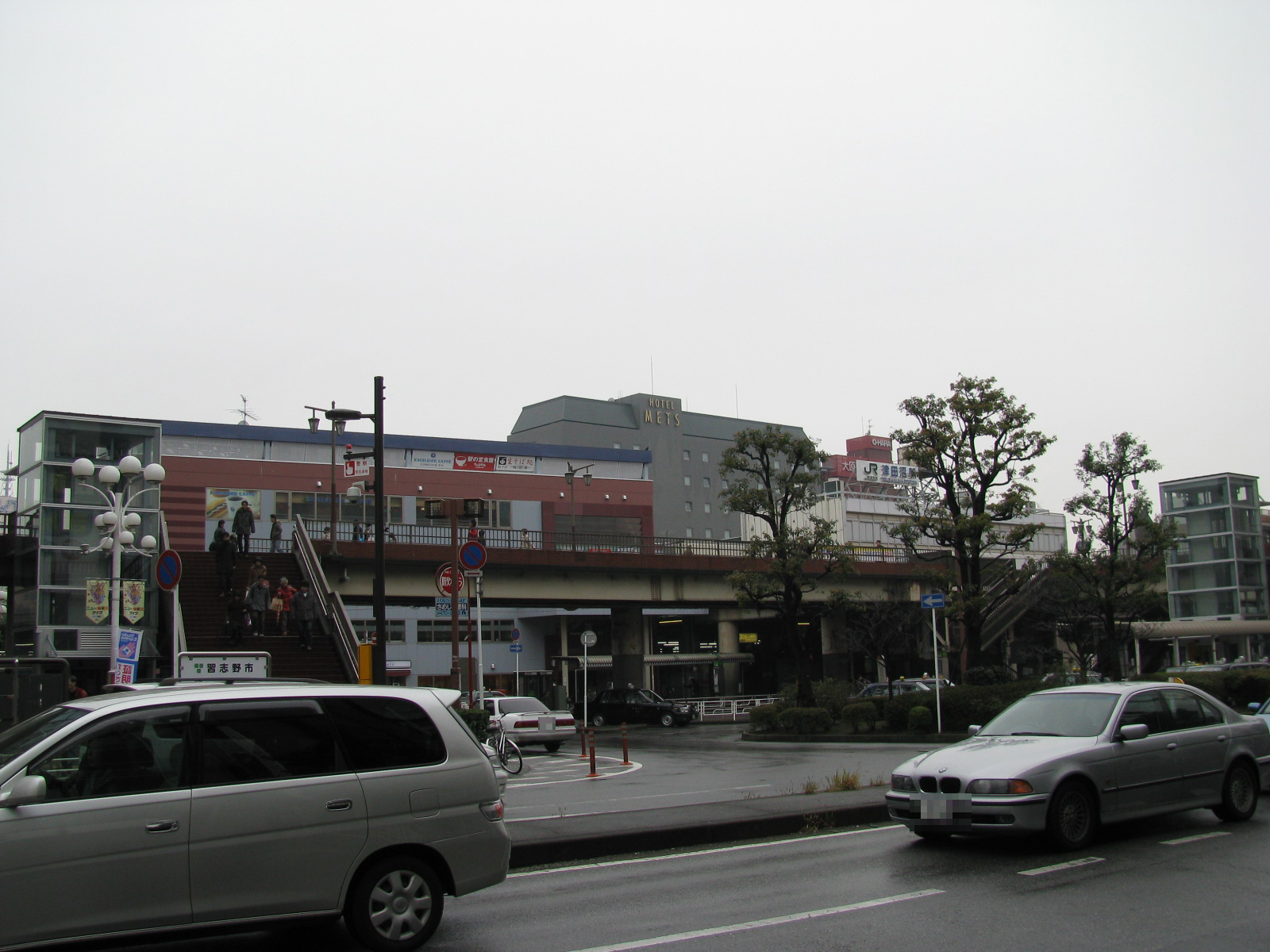
북쪽 모습(2007년 12월 28일)
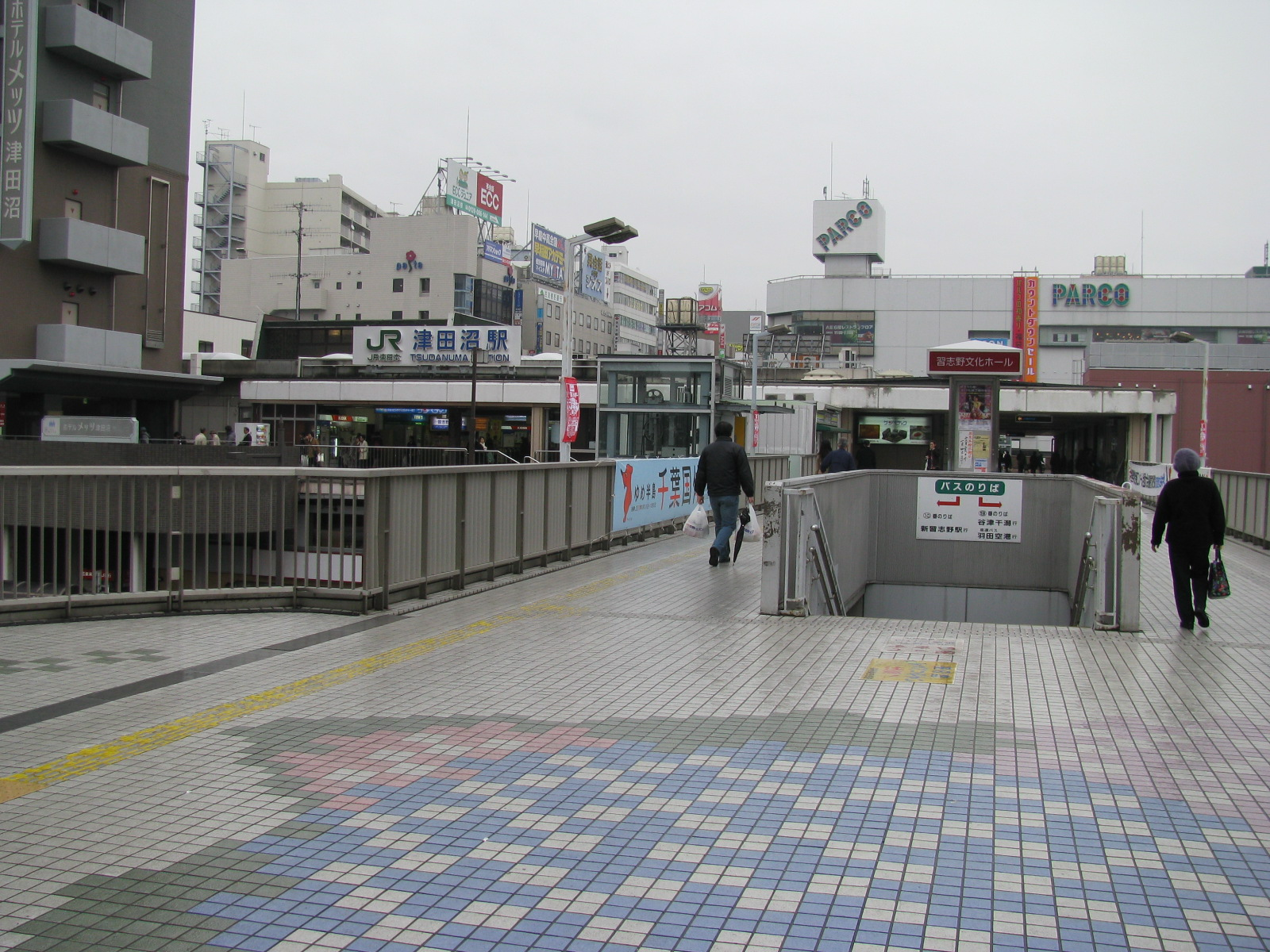
남쪽 모습(2007년 12월 28일)

## 인접역
| ■ 소부 쾌속선          | ■ 소부 쾌속선 | ■ 소부 쾌속선                  |
| ---------------------- | ------------- | ------------------------------ |
| 이나게 지바 방면       | 쾌속          | 후나바시 도쿄 방면             |
| ■ 소부 완행선          |               |                                |
| 마쿠하리혼고 지바 방면 | 각역정차      | 히가시후나바시 오차노미즈 방면 |